# Wieliczki (obwód brzeski)
Wieliczki (biał. Вялічкі, Wialiczki; ros. Велички, Wieliczki) – wieś na Białorusi, w obwodzie brzeskim, w rejonie kamienieckim, w sielsowiecie Dmitrowicze, przy granicy Parku Narodowego „Puszcza Białowieska”.

## Historia
W XIX i w początkach XX w. położone były w Rosji, w guberni grodzieńskiej, w powiecie brzeskim, w gminie Dmitrowicze.
W dwudziestoleciu międzywojennym leżały w Polsce, w województwie poleskim, w powiecie brzeskim, w gminie Dmitrowicze. W 1921 miejscowość liczyła 67 mieszkańców, zamieszkałych w 10 budynkach, w tym 65 Polaków i 2 Białorusinów. Wszyscy mieszkańcy byli wyznania prawosławnego.
Po II wojnie światowej w granicach Związku Sowieckiego. Od 1991 w niepodległej Białorusi.